# Lista de herdeiros do trono austríaco
Esta é uma lista de indivíduos que foram, em dado período de tempo, considerados os herdeiros do trono do Arquiducado da Áustria (1358–1804) e posteriormente do Império Austríaco (1804–1867), em caso de abdicação ou morte do monarca incumbente. Os herdeiros (presuntivos ou aparentes) que, de fato, sucederam ao monarca austríaco são representados em negrito.
A lista inclui nobres a partir de 1711, quando Carlos III sucedeu aos direitos territoriais de seu irmão José I. Ambos os monarcas reinavam originalmente pela Casa de Habsburgo no Sacro Império Romano-Germânico e acumulavam domínios por toda o continente europeu, incluindo a região da Áustria. Em 1713, Carlos III aboliu a lei sálica em seus reinos, permitindo que sua filha Maria Teresa assumisse o trono. Em 1804, Francisco I refundou a coletividade dos territórios da Monarquia de Habsburgo como Império Austríaco, que perdurou até 1867, quando foi reformulado como Áustria-Hungria. Durante todas estas reestruturações territoriais promovidas pela Casa de Habsburgo, os herdeiros ao trono austríaco permaneceram com o título oficial "Arquiduque de Áustria" e, eventualmente", "Príncipe Herdeiro de Áustria". 

## Herdeiros ao trono austríaco
| Monarca                   | Herdeiro                        | Condição            | Relação com o monarca | Período                 | Período                 |
| ------------------------- | ------------------------------- | ------------------- | --------------------- | ----------------------- | ----------------------- |
| Carlos III                | Arquiduquesa Maria Josefa       | Herdeira presuntiva | Sobrinha              | 17 de abril de 1711     | 13 de abril de 1716     |
| Carlos III                | Arquiduque Leopoldo João        | Herdeiro aparente   | Filho                 | 13 de abril de 1716     | 4 de novembro de 1716   |
| Carlos III                | Arquiduquesa Maria Josefa       | Herdeira presuntiva | Sobrinha              | 4 de novembro de 1716   | 13 de maio de 1717      |
| Carlos III                | Arquiduquesa Maria Teresa       | Herdeira presuntiva | Filha                 | 13 de maio de 1717      | 20 de outubro de 1740   |
| Arquiduquesa Maria Teresa | Arquiduquesa Maria Ana          | Herdeira presuntiva | Filha                 | 20 de outubro de 1740   | 13 de março de 1741     |
| Arquiduquesa Maria Teresa | Arquiduque José                 | Herdeiro aparente   | Filho                 | 13 de março de 1741     | 18 de agosto de 1765    |
| José II                   | Pedro Leopoldo                  | Herdeiro presuntivo | Irmão                 | 18 de agosto de 1765    | 20 de fevereiro de 1790 |
| Leopoldo VII              | Arquiduque Francisco            | Herdeiro aparente   | Filho                 | 20 de fevereiro de 1790 | 1 de março de 1792      |
| Francisco II              | Fernando José                   | Herdeiro presuntivo | Irmão                 | 1 de março de 1792      | 19 de abril de 1793     |
| Francisco II              | Arquiduque Fernando             | Herdeiro aparente   | Filho                 | 19 de abril de 1793     | 2 de março de 1835      |
| Fernando I                | Arquiduque Francisco Carlos     | Herdeiro presuntivo | Irmão                 | 2 de março de 1835      | 2 de dezembro de 1848   |
| Fernando I                | Arquiduque Francisco José       | Herdeiro presuntivo | Sobrinho              | 2 de dezembro de 1848   | 2 de dezembro de 1848   |
| Francisco José I          | Arquiduque Fernando Maximiliano | Herdeiro presuntivo | Irmão                 | 2 de dezembro de 1848   | 21 de agosto de 1858    |
| Francisco José I          | Rodolfo, Príncipe Herdeiro      | Herdeiro aparente   | Filho                 | 21 de agosto de 1858    | 30 de janeiro de 1889   |
| Francisco José I          | Arquiduque Carlos Luís          | Herdeiro presuntivo | Irmão                 | 30 de janeiro de 1889   | 19 de maio de 1896      |
| Francisco José I          | Arquiduque Francisco Ferdinando | Herdeiro presuntivo | Sobrinho              | 19 de maio de 1896      | 28 de junho de 1914     |
| Francisco José I          | Arquiduque Carlos               | Herdeiro presuntivo | Sobrinho-neto         | 28 de junho de 1914     | 21 de novembro de 1916  |
| Carlos I                  | Oto, Príncipe Herdeiro          | Herdeiro aparente   | Filho                 | 21 de novembro de 1916  | 12 de novembro de 1918  |

## Sucessão histórica
- Arquiduque da Áustria
  -  Carlos III (r. 1711-1740)
    -  Arquiduquesa Maria Josefa
    -  Arquiduque Leopoldo João
    -  Maria Teresa (r. 1745-1765)
      -  Arquiduquesa Maria Ana
      -  José II (r. 1765-1790)
        -  Leopoldo VII (r. 1790-1792)
          -  Francisco II (r. 1804-1835)
            -  Arquiduque Fernando José
            -  Fernando I (r. 1835-1848)
              -  Arquiduque Francisco Carlos
              -  Francisco José I (r. 1848-1916)
                -  Arquiduque Fernando Maximiliano
                -  Rodolfo, Príncipe Herdeiro
                -  Arquiduque Carlos Luís
                -  Arquiduque Francisco Ferdinando
                -  Carlos I (r. 1916-1918)
                  -  Oto, Príncipe Herdeiro